# Olšava (Morava)
Pour les articles homonymes, voir Olšava (homonymie).
 (janvier 2016).
Si vous disposez d'ouvrages ou d'articles de référence ou si vous connaissez des sites web de qualité traitant du thème abordé ici, merci de compléter l'article en donnant les références utiles à sa vérifiabilité et en les liant à la section « Notes et références ».
L'Olšava est une rivière de Tchéquie de 45 km de long qui coule dans la région de Moravie-du-Sud. Elle est un affluent de la Morava et donc un sous-affluent du Danube.